# Benim İçin Üzülme
Benim İçin Üzülme é uma telenovela turca, produzida pela Boyut Film e exibida pela ATV e Show TV de 6 de novembro de 2012 a 29 de abril de 2014, em 55 episódios, com direção de Serkan Birinci. A ideia da trama veio do cantor e compositor turco, Mahsun Kirmizigül, que também é o produtor principal da série. A produção turca foi filmada no nordeste da Turquia (principalmente em Hopa e em Rize), mas também na Geórgia (em Batumi).
Conta com as participações de Fulya Zenginer, Tansel Öngel, Çağlar Ertuğrul, Öykü Çelik, Ünal Silver e Beyazıt Gülercan.

## Enredo
Niyazi e Harun são dois grandes amigos que se apaixonam por Buke, uma curda que veio para a cidade para um trabalho temporário. Por outro lado, o irmão de Niyazi, Sinan, retorna do exército e assume a companhia dos ricos Şahin Yılmaz, um homem que deve sua vida ao jovem. Entretanto, Sinan se apaixonará por Bahar, a irmã de Harun e a jovem esposa de Şahin.

## Elenco
- Fulya Zenginer como Buke
- Tansel Öngel como Niyazi Avcıoğlu
- Öykü Çelik como Bahar Yılmaz
- Çağlar Ertuğrul como Sinan Avcıoğlu
- Ünal Silver como Şahin Yılmaz
- Rüçhan Çalışkur como Melahat Avcıoğlu
- Eren Hacısalihoğlu como Harun Kılıçoğlu
- Selin Şekerci como Irmak
- Sacide Taşaner como Nermin
- Bayazıt Gülercan como Enver Avcıoğlu
- Rana Cabbar como Resul Kılıçoğlu
- Necmettin Çobanoğlu como Davut
- Timur Ölkebaş como Arif Demirci
- Tuğba Çom como Emine Demirci
- Şevket Çapkınoğlu como Morinyo Necmi
- Ahmet Varlı como Orhan Şeker
- Yasemen Büyükağaoğlu como Hacer Kılıçoğlu
- Nalan Örgüt como Fatma
- Abidin Yerebakan como Muzaffer
- Hüseyin Taş como Sabri
- Elif Korkmaz como Birgül Şeker
- Mehmet Polat como Yaşar Şeker
- Serpil Gül como Meryem
- Özlem Başkaya como Fehime Şeker
- Arda Aşık como Onur Demirci
- Pelin Acar como Şenay
- Hande Kaptan como Filiz
- Tatyana Tsvikeviç como Anna
- Ahmet Ali Kutoğlu como Resul Şeker
- Alara Bozbey como Naz
- Barış Arduç como Ahmet Avcıoğlu
- Uğur Güneş como Şiyar
- Birgül Ulusoy como Hatice